# Nae'Qwan Tomlin
Pour les articles homonymes, voir Tomlin.
Nae'Qwan Tomlin, né le  10 décembre 2000 dans le quartier de Harlem à New York, est un joueur américain de basket-ball évoluant au poste d'ailier fort et mesurant 2,04 m.

## Biographie

### Carrière professionnelle
En février 2025, il signe un contrat de 10 jours avec les Cavaliers de Cleveland. Début mars 2025, son contrat de 10 jours est converti en un contrat two-way.